# Megarcys bussoni
Megarcys bussoni är en bäcksländeart som först beskrevs av Luisa Eugenia Navas 1923.  Megarcys bussoni ingår i släktet Megarcys och familjen rovbäcksländor. Inga underarter finns listade i Catalogue of Life.